# Mountain Lakes (Nuevo Hampshire)
Mountain Lakes es un lugar designado por el censo ubicado en el condado de Grafton en el estado estadounidense de Nuevo Hampshire. En el Censo de 2010 tenía una población de 488 habitantes y una densidad poblacional de 51,73 personas por km².

## Geografía
Mountain Lakes se encuentra ubicado en las coordenadas 44°7′29″N 71°57′40″O / 44.12472, -71.96111. Según la Oficina del Censo de los Estados Unidos, Mountain Lakes tiene una superficie total de 9.43 km², de la cual 9.14 km² corresponden a tierra firme y (3.1%) 0.29 km² es agua.

## Demografía
Según el censo de 2010, había 488 personas residiendo en Mountain Lakes. La densidad de población era de 51,73 hab./km². De los 488 habitantes, Mountain Lakes estaba compuesto por el 95.29% blancos, el 1.23% eran afroamericanos, el 1.23% eran amerindios, el 0.41% eran asiáticos, el 0% eran isleños del Pacífico, el 0.82% eran de otras razas y el 1.02% pertenecían a dos o más razas. Del total de la población el 1.64% eran hispanos o latinos de cualquier raza.